# すみだ錦糸町河内音頭大盆踊り

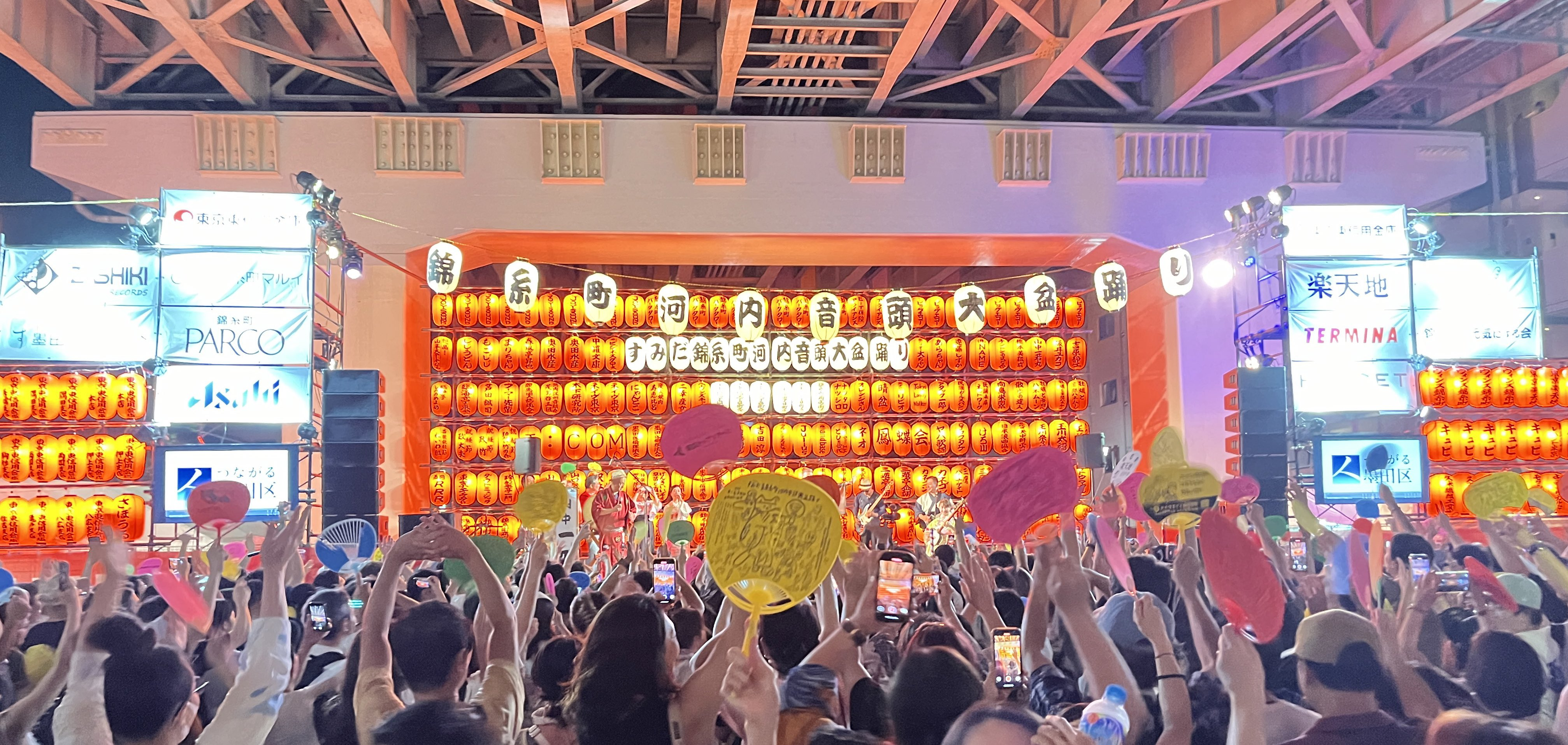
第43回すみだ錦糸町河内音頭大盆踊りの様子

すみだ錦糸町河内音頭大盆踊りは、東京都墨田区の竪川親水公園で毎年行われる盆踊り大会。2日間の開催で毎年3万人の来場者を集める。

## 概要
大阪発祥の河内音頭を東京で定着させ、本場での盆踊り大会を上回るほどの来場者を集めるイベントに成長し、墨田区の夏の風物詩の一つとして数えられるに至った。
主に河内音頭、江州音頭が演奏される。すべて大阪などから招かれた演者による和太鼓や三味線、エレキギターやドラム等の生演奏と音頭取り（歌い手）の生歌唱によるものであり、録音の音源は使われない。
櫓（ステージ）は会場奥に設置され、その前方に縦長の踊り場が形成される。輪の内側に手踊り、中間に流し、外側にはマメカチが錦糸町で独自変化した錦糸町マンボと呼ばれる踊りの輪をつくリ、それぞれ違う振付の踊りが同時に進行する。
会場となる竪川親水公園は首都高速7号線の高架下に所在するため、悪天候でも開催される。高架下の空間に響く生演奏に大勢の踊り手が集う独特な様子は音楽フェスティバルにも例えられる。

## 年表
1982年、関東の河内音頭愛好者集団「全関東河内音頭振興隊」が江東橋3丁目のパチンコ店「銀星」の2階に大阪から河内音頭の音頭取りたちを招き、演奏会「東京殴り込みコンサート」を開催した。
1997年より竪川親水公園に会場を移す。
2019年7月1日、イヤコラセ東京が運営からの撤退を表明。
2020年、新型コロナウイルス感染症の感染拡大に鑑み、予定していた第39回の開催を中止。
2022年9月24日、コロナ禍を経て3年ぶりに第40回が開催された。感染拡大防止のため、土曜日昼間の開催、予約制で定員のみ、生演奏なしとなった。
2023年9月6日～7日、第41回開催。4年ぶりに例年通りの形態で開催された。
2025年7月30日～31日、第43回開催。開催日程が例年の8月～9月から7月末に移された。